# Hemistola chrysoprasaria
Hemistola chrysoprasaria là một loài bướm đêm thuộc họ Geometridae. Loài này được tìm thấy ở châu Âu 
bao gồm bán đảo Iberia và Nga Đông đến dãy núi Ural, Bắc Phi, Tiểu Á, Transcaucasia và vùng núi Đông Á (Viễn Đông Nga, Siberia), (Amur, Ussuri) và Thiên Sơn Trung Quốc (dưới dạng lissas).
Sải cánh dài 28–32 mm. Con trưởng thành bay làm một đợt từ tháng 6 đến tháng 8. .
Ấu trùng ăn Clematis vitalba.

## Hình ảnh

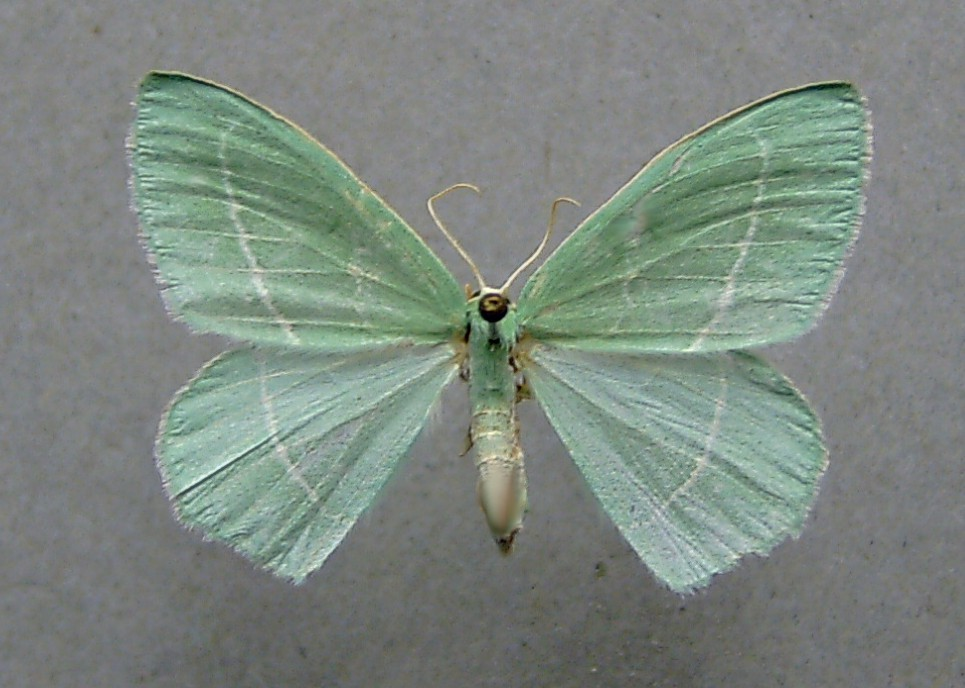
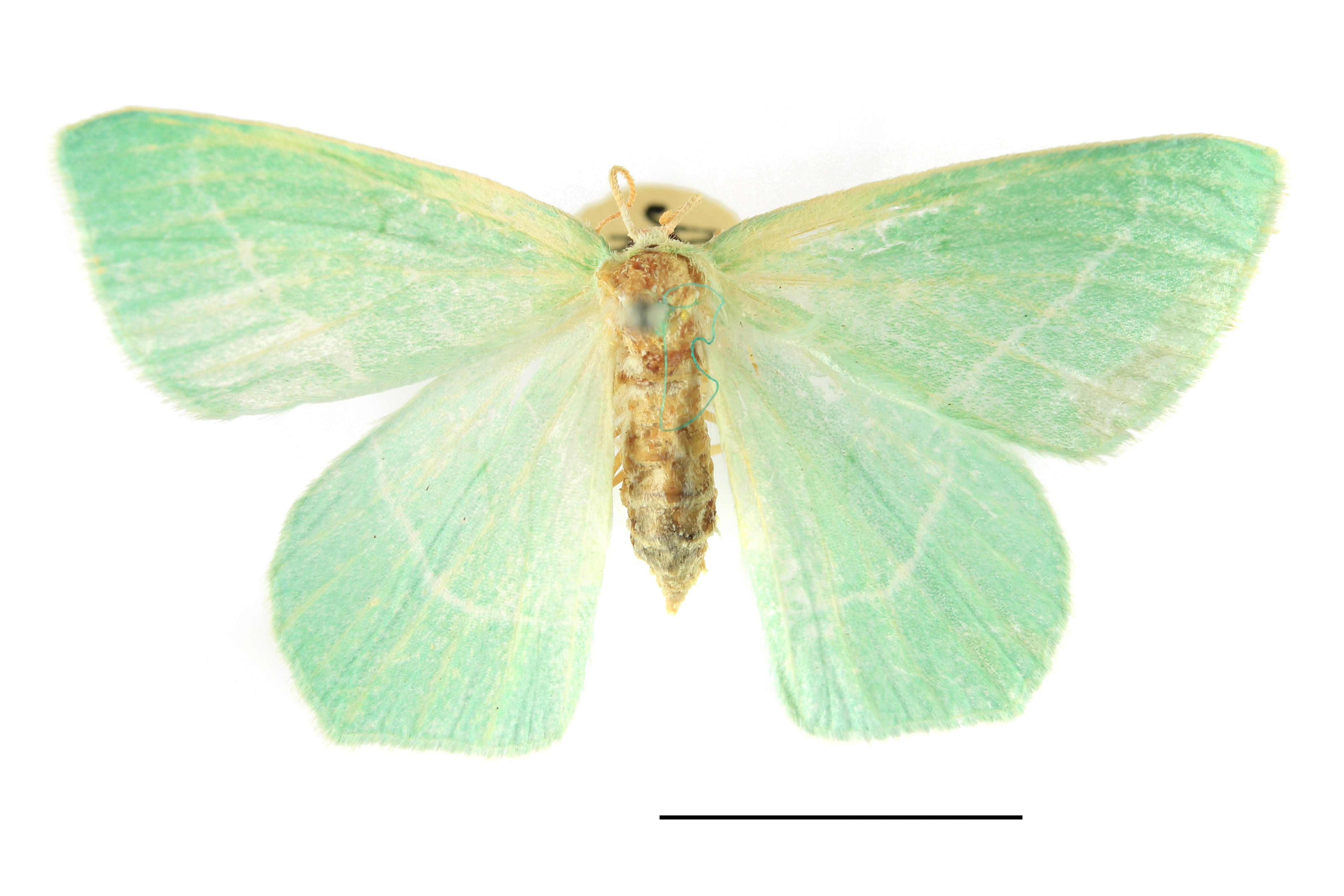
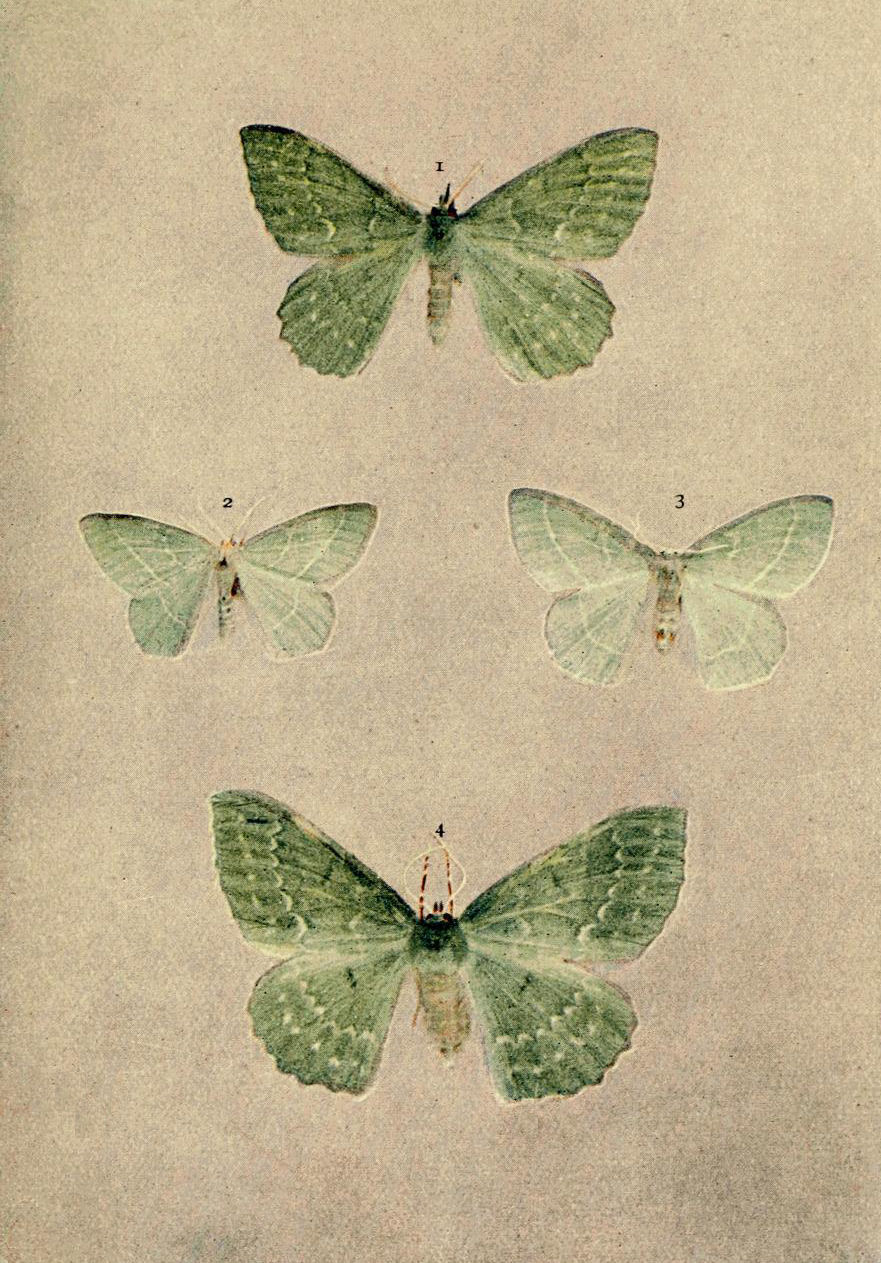
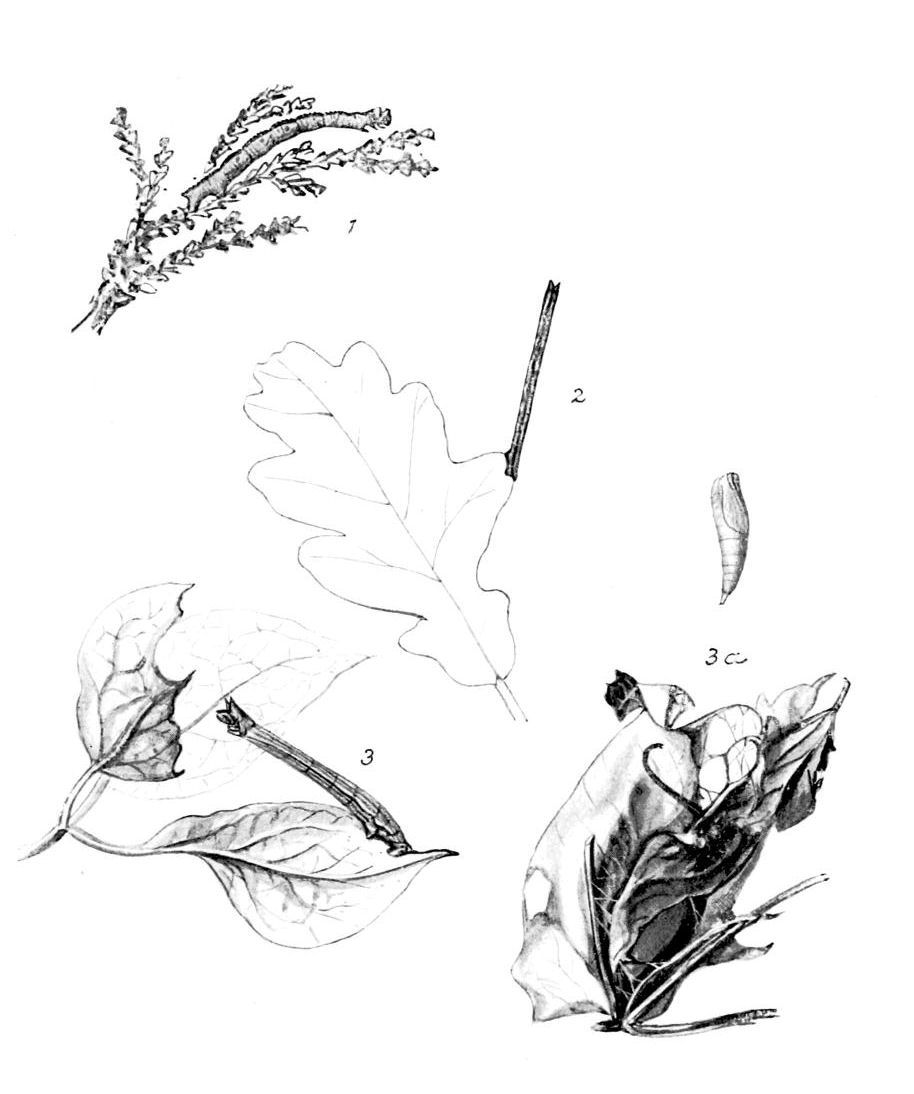